# Johann Gottfried Dyck
Johann Gottfried Dyck (auch: Johann Gottfried Dik, Johannes Gottfried Dyck, Johann Gottfried Dyk;  * 24. April 1750 in Leipzig; † 21. Mai 1813 ebenda) war ein deutscher Buchhändler, Verleger,  Schriftsteller und Publizist.

## Leben

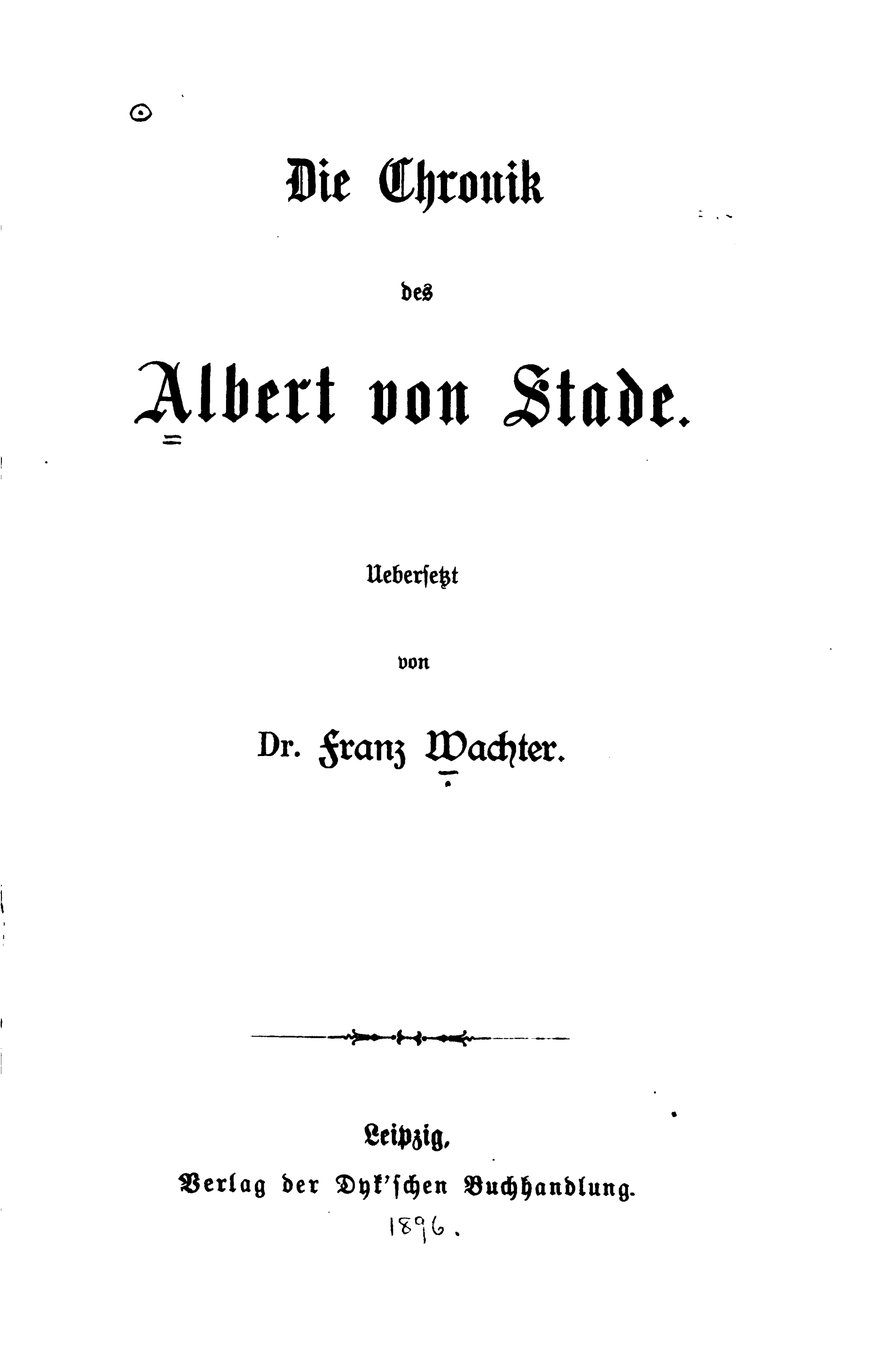
Franz Wachter: Die Chronik des Albert von Stade. «Dyk'sche Buchhandlung», Leipzig 1896

Geboren als Sohn eines Verlagsbuchhändlers, immatrikulierte er sich an der Universität Leipzig, wechselt an die Universität Wittenberg und erwarb sich dort 1778 den akademischen Grad eines Magisters. Im Studium befreundete er sich mit dem Dichter Johann Benjamin Michaelis. Nachdem er seine Studien so abgeschlossen hatte, übernahm er die Leipziger «Dyk'sche Buchhandlung» seines Vaters, die unter seiner Führung im Bereich der schönen Literatur zu einer führenden Verlagsbuchhandlung seiner Zeit wurde.
Er selbst verfasste einige Theaterstücke, nahm Bühnenbearbeitungen vor und übersetzte aus dem französischen und italienischen verschiedene Werke, die in seiner Buchhandlung erschienen. So sind hier seine Sammlungen Komisches Theater der Franzosen für die Deutschen (10 Bände 1777–1785) und das Nebentheater zu nennen. Um 1783 übernahm er die Redaktion der literarischen Zeitung Neue Bibliothek der schönen Wissenschaften und der freyen Künste, die in einem eigenen Verlag seit 1757 erschien. Da er auch der Wendlerischen Freischule vorgestanden hatte, erschienen von ihm auch pädagogische- und geschichtliche Abhandlungen.

## Werkauswahl
- Lyrisches Theater der Deutschen. 2 Bände. Leipzig 1782.
- Die sich Liebenden ohne es zu wißen. Ein Lustspiel in drey Akten. Dyk, Leipzig 1782. (Digitalisat)
- Das Mißbindniß, oder der verkannte Hofmeister. Ein rührendes Lustspiel in einem Aufzuge. Stage, Augsburg 1783. (Digitalisat)
- Lustspiele aus der Brandenburgischen Geschichte gezogen. Die Vereinigung. - Der verschriebene Bräutigam aus Paris. Dyk, Leipzig 1783. (Digitalisat)
- Leichtsinn und Verführung. Trauerspiel. Dyk, Leipzig 1784. (Digitalisat)
- Charaktere der vornehmsten Dichter aller Nationen. Nachträge zu Sulzers allgemeinen Theorie  der schönen Künste, 8 Bände. Leipzig 1792–1800.
- Der prächtige Geizige, oder Die Contrebande. Ein Lustspiel in 5 Akten. Allen rechtschafnen Juristen gewidmet. Dyk, Leipzig 1785. (Digitalisat)
- Thomas More. Ein Trauerspiel. Dyk, Leipzig 1786. (Digitalisat)
- Ferdinand Pernau. Ein Trauerspiel in 5 Akten. Dyk, Leipzig 1787. (Digitalisat)
- Zwey unruhige Nächte, oder Neigung und Abneigung. Ein Schauspiel in fünf Akten. Dyk, Leipzig 1787. (Digitalisat)
- Sechs Wagen mit Contrebande, oder Großthun und Knickerey. Dyk, Leipzig 1787. (Digitalisat)
- Omar, oder: Das Ehegesetz der Tatarn. Ein Schauspiel mit untermischten Gesängen in drey Acten. Grätz 1797. (Digitalisat)
- Gegengeschenke an die Sudelköche zu Jena und Weimar von einigen dankbaren Großen, Leipzig 1797. (Digitalisat)
- Aly Bey, Sultan von Aegypten. Ein Trauerspiel in fünf Acten. Grätz 1797. (Digitalisat)
- Der standhafte Mann oder: Ehrsucht und Schwatzhaftigkeit. Ein Schauspiel in fünf Akten. Grätz 1898. (Digitalisat)
- Fragen an Kinder über die deutsche Geschichte und Darstellung der für Deutschland traurigen Ereignisse seit 1792. Regenspurg, Wetzlar, Frankfurt a. M.  1806. (Digitalisat)
- Geschichte des Königreichs Polen, seiner Auflösung, und der Entstehung des Herzogthums Warschau. Verlag der Dyk'schen Buchhandlung, Leipzig 1812 (Digitalisat).